# Курхи
Курхи — упразднённое село в Лакском районе Дагестана. На момент упразднения входило в состав Уринского сельсовета. В 1944 году все население переселено в Новолакский район.

## Географическое положение
Село располагалось в 9 км к северо-западу от районного центра — села Кумух у подножья горы Шинабаку.

## История
По данным на 1926 год село Курхи состояло из 17 хозяйств, в административном отношении входило в состав Уринского сельсовета Лакского района. По данным на 1939 год село входило в состав Уринского сельсовета.
Все население в 1944 году переселено в село Банайаул Ауховского района (ныне село Новолакское Новолакского района).
Постановлением ПВС ДАССР от 10.03.1945 года село Курхи исключено из учётных данных.

## Население
| Год       | 1926 | 1939 | 1944 |
| --------- | ---- | ---- | ---- |
| Население | 77   | 74   | 77   |

По переписи 1926 года, 100 % населения составляли лакцы.